# لوسیو تئوفیلو دا سیلوا
لوسیو تئوفیلو دا سیلوا (به پرتغالی: Lúcio Teófilo da Silva) مهاجم اهل برزیل است که در شهر Guarabira، پارائیبا,  برزیل و در تاریخ ۲ ژوئیهٔ ۱۹۸۴ به دنیا آمده‌است.
لوسیو تئوفیلو دا سیلوا در تیم‌های فوتبال Guarabira سابقهٔ حضور دارد.